# Molahiffe (stacja kolejowa)
Molahiffe – nieistniejąca stacja kolejowa na linii kolejowej Farranfore – Valentia Harbour w hrabstwie Kerry w Irlandii. Została otwarta 15 stycznia 1885 i zamknięta 1 lutego 1960. Znajdowała się we wsi Fieries. Posiadała jeden peron.